# Die Another Day (película)
Die Another Day (titulada Muere otro día en España y  007: Otro día para morir en Hispanoamérica) es la vigésima película de James Bond. Esta es la cuarta y última película en la que Pierce Brosnan interpreta a James Bond. En el prólogo, Bond conduce una misión a Corea del Norte durante la cual es traicionado y, después de aparentemente matar a un coronel norcoreano, es capturado y encarcelado. Más de un año después Bond es liberado como parte de un intercambio de prisioneros. Sospechando que alguien dentro del gobierno británico lo traicionó, él intenta ganar redención buscando a su traidor y matando a un agente de Corea del Norte que él cree estuvo implicado en su tortura.
Die Another Day, producida en 2002 por Michael G. Wilson y Barbara Broccoli y dirigida por Lee Tamahori, marca el 40 aniversario de la franquicia. La serie comenzó en 1962 protagonizada por Sean Connery como Bond en Dr. No. Die Another Day incluye referencias a cada una de las películas anteriores y también alude a varias novelas Bond.
La película recibió críticas mixtas. Algunos críticos elogiaron el trabajo de Lee Tamahori en la película, mientras otros decían que la trama fue dañada por el uso excesivo de CGI. A pesar de todo, fue la película de James Bond más taquillera hasta ese momento sin contar inflación.

## Argumento
En el prólogo, 007 (Pierce Brosnan), junto con otros dos agentes, es enviado a Corea del Norte, y tras desactivar el sistema de emergencia de una base militar norcoreana toma como rehén a Van Bierk (Mark Dymond), un traficante de armas y diamantes conflictivos africanos de Sierra Leona, a kilómetros de la base, asumiendo la identidad del traficante. Al ver los diamantes, Bond pone una bomba de C4 debajo de estos y llega a la base donde intenta sabotear los planes de un corrupto militar de Corea del Norte, llamado Coronel Tan-Sun-Moon (Will Yun Lee), y su socio, un peligroso terrorista llamado Zao (Rick Yune), quien toma una foto a Bond tras bajarse del helicóptero para averiguar su identidad. Moon cuenta a Bond haber estudiado en Oxford, lo cual daba su conocimiento de la ONU, la cual había puesto embargo sobre los diamantes, luego Bond pide ver las armas: aerodeslizadores que pasaban sobre las minas de la zona desmilitarizada junto con lanzallamas, ametralladoras, etc. Durante la acción Zao recibe un SMS con la verdadera identidad de Bond por lo que le avisa a Moon jr., quien coge un prototipo de arma antitanque y destruye el helicóptero (con sus compañeros adentro) mientras Bond es capturado. Justo en ese momento el general Moon (Kenneth Tsang) se dirige a la base para encontrarse con su hijo. El coronel ordena asesinar a Bond quien activa la bomba puesta bajo los diamantes -con Zao a escasos metros de estos-, escapando de los soldados y dejando diamantes incrustados en el rostro de Zao. Moon escapa en uno de los aerodeslizadores y Bond lo persigue en otro, a la vez que destruye la base y asesina a los soldados norcoreanos hasta lograr llegar al aerodeslizador de Moon con quien se enfrasca en una pelea. Bond acelera al aerodeslizador haciendo que caiga con Moon en una cascada, aparentemente eliminando al coronel. Bond es detenido allí mismo por el asesinato de éste, permaneciendo cautivo y torturado durante 14 meses. 
Pasado ese tiempo el general Moon le anuncia a Bond que será llevado a la frontera entre ambas Coreas. El general le cuenta que su hijo fue a estudiar a Occidente, pero volvió convertido en una persona inescrupulosa gracias a un aliado, el mismo que traicionó a Bond. Siendo intercambiado por Zao es recibido por Charles Robinson (Colin Salmon), al volver con su organización se le confina en la cabina médica de un barco y más tarde tras los exámenes hechos lo visita M (Judi Dench), esta le cuenta a Bond que su libertad fue costosa intercambiándolo con Zao, capturado tras atentar contra una cumbre en la que fueron asesinados tres agentes chinos. M le reclama no haber usado el cianuro que usaban los agentes, además cuenta que un agente americano infiltrado murió y la CIA había interceptado una señal que lo había delatado al igual que a Bond teniendo como señal de origen el lugar de su cautiverio y que por miedo a que este delatase mediante las torturas a más agentes se hizo el intercambio. M sin más remedio le rescinde el grado de 00 o lo que es igual, su licencia para matar, decidida a enviarlo a las Islas Malvinas. Bond frustrado queda dormido en la cabina médica y el recuerdo las torturas en Corea hace que su presión cardiaca bajara hasta la intervención de los médicos. Bond recuperando la conciencia escapa de la cabina y viaja a Hong Kong hasta llegar a su hotel de costumbre siendo recibido por el gerente el Sr. Chang (Ho Yi) quien lo llena de atenciones en el hotel, pero una masajista llamada Pacífica Fuente del Deseo (Rachel Grant) es enviada para saber sus intenciones, y Bond sabiendo que Chang la había enviado siendo el miembro del Servicio Secreto Chino le propone que consiguiese información sobre Zao para así vengar la muerte de los agentes chinos, Chang acepta, pero consultará con Pekín para ejercer tal acción.  
Bond no está dispuesto a quedarse de brazos cruzados y se pone en la tarea de averiguar quién fue la persona que lo traicionó durante la misión en Corea del Norte. Su investigación le lleva a Cuba gracias a Chang donde se encuentra con un contacto del MI6 llamado Raoul (Emilio Echevarría) quien es también dueño de una fábrica de habanos, este en un principio desconfía de Bond y después le da la información de Zao, quien está en un archipiélago llamado Los Órganos, donde hay una clínica de cirugía genética dirigida por el Dr. Álvarez. Raoul además de dar la información a Bond también lo dota con un automóvil, un revólver y unos binoculares para ver las islas. Bond llega a una playa y mientras miraba la clínica conoce a una hermosa mujer llamada Giacinta "Jinx" Johnson (Halle Berry) y Bond se presenta ante ella como ornitólogo, esa noche Jinx y Bond pasan una apasionada noche juntos. A la mañana siguiente Bond descubre que Jinx ha tomado un bote a Los Órganos y decide seguirla cogiendo a un bravucón que tenía cita en Los Órganos usando una silla de ruedas. Al ver que la clínica estaba bien vigilada, Bond tira la silla con el hombre distrayendo así la seguridad y al llegar a un pequeño pasillo tras desconectar una cámara de seguridad logra entrar a un pasadizo que daba a las salas de cirugía y el consultorio de Álvarez (Simón Andreu) quien le explica a Jinx el proceso de sustitución de ADN luego de lo cual ésta asesina al médico. Bond logra entrar a las habitaciones y descubre a Zao en pleno tratamiento mientras que Jinx encuentra información sobre Zao, y el cambio físico al que estaba siendo sometido, mientras Bond interrumpe la cirugía de Zao en un intento de interrogarlo y atacando al agente escapa. Jinx por su parte destruye la oficina del Dr. Álvarez poniendo una bomba en sus archivos, pero poco antes de que la bomba estallase Zao escapa por una ventana hasta llegar a un helicóptero siendo vanamente perseguido por Jinx y Bond, este último descubre en una bala robada a Zao varios diamantes. Más tarde Raoul y Bond descubren que son diamantes en conflicto, pertenecientes a Sierra Leona y que conducen a la Corporación Gustav Graves. Mientras tanto en el MI6, los altos mandos incluida M se sorprenden de la fuga de Bond recibiendo quejas de Damian Falco (Michael Madsen), jefe de la Agencia de Seguridad Nacional quien cuenta lo que ha hecho Bond hasta entonces y amenaza con tomar acciones si no se controlaba a Bond. 
Bond regresa al Reino Unido leyendo un artículo de Gustav Graves (Toby Stephens) quien recibiría su título de Sir en el Palacio de Buckingham y Bond lo sigue hasta un club donde acostumbraba a practicar esgrima y tras conversar con la instructora Verity (Madonna) conoce a la asistente de Graves; Miranda Frost (Rosamund Pike), campeona olímpica de esgrima. Bond se conoce con ambos y apuesta con Graves en una pelea de esgrima. Tras perder la primera ronda Bond sube la apuesta a a uno de los diamantes de Graves encontrados en Cuba y tras perder Graves decide mejorar las armas; usando espadas medievales, quien sangrara en el torso perdería, Bond y Graves se embarcan en un enorme duelo que luego trajo katanas samurái y espadas gigantes para justas medievales hasta que Bond gana la apuesta. Graves invita a Bond a ver su proyecto «Ícaro» y después Bond recibe una llave por parte de un botones (Oliver Skeete). Tal llave lleva a Bond a una antigua estación de metro en cercanías al Parlamento inglés donde se encuentra con M quien fríamente recibe a Bond. M cuenta que Graves era un huérfano educado en Gran Bretaña y que amasó una gran fortuna primero desde Argentina y luego en África donde había descubierto su mina de diamantes, una versión de su vida aparentemente oficial y Bond le muestra los diamantes encontrados sabiendo que la empresa de Graves era una fachada para el tráfico de diamantes en conflicto, Bond es de nuevo readmitido con su grado 00, practica una simulación de tiro con gafas de realidad virtual hechas por el nuevo Q (John Cleese) y ambos llegan a un laboratorio donde se encontraban varios de los gadgets usados años atrás, Q da a Bond un anillo de agitación sónica para romper vidrios blindados, un reloj Omega y un Aston Martin con tecnología de camuflaje mientras que M le pide a su agente Miranda Frost que vigile a Bond y a Graves.
Bond llega al hotel de hielo de Graves en Islandia donde se presenta con Mr. Kill (Lawrence Makoare), escolta de Graves, este llega a recibir a Bond con su vehículo Ice Dragster mejorado por su tecnólogo Vlad (Mijaíl Gorevói), Graves recibe y le cuenta a Bond que no duerme y Frost muestra a Bond su habitación. Esa noche Bond se reencuentra con Jinx, mientras Zao se encuentra con Graves quien está sorprendido por el aspecto pálido de Zao dado por su cirugía interrumpida por Bond. Este presenta a Jinx con Frost y los tres se dirigen al evento principal de Graves. Este presenta su proyecto Ícaro; un satélite espacial dotado de un poderoso rayo solar gracias a los diamantes capaz de iluminar medio planeta. Bond tras ver un movimiento extraño de Kill y Vlad, secuaces de Graves y los sigue hasta un domo que servía de guarida. Aunque Bond no logra entrar se encuentra con Frost con quien pasa una aventura mientras que Jinx se infiltra desde el techo del domo, pero es atrapada por Graves en un intento de matar a Zao y este se propone a matarla usando un rayo láser. Bond logra llegar al domo donde desactiva el láser y se enfrasca en una pelea con Kill, ambos estando en peligro de morir con varios rayos láser encendidos y Jinx logra matar a Kill con uno de los rayos láser. Jinx confiesa que es agente de Seguridad Nacional, juntos llegan a la conclusión de que el magnate de los diamantes, Gustav Graves, está protegiendo al terrorista Zao y ambos cortan la mano de Kill para acceder a la oficina de Graves donde descubre que el mismo es en realidad el coronel Moon mientras que Jinx iría por Miranda. Graves confiesa que la persona que lo traicionó fue Frost, pero cuando Bond se proponía a matarla descubre que esta había descargado su arma en la cama. Cuando Jinx buscaba a Frost es encerrada en la habitación de está siendo parte de una trampa de Graves. Cuando Frost se proponía a matar a Bond este usa su anillo para poder escapar hacia el gancho de amarre puesto por Jinx y llega al Ice Dragster de Graves para continuar con su huida mientras que el villano usaría el verdadero poder de Ícaro: un poderoso láser solar con la capacidad de arrasar lo que se ponga a su paso, Bond queda colgando de un glaciar en peligro de morir por Ícaro, pero escapa usando un paracaídas y la tapa de este como tabla de surf, mientras Graves escapaba Bond llama a su coche usando el camuflaje, pero cuando un soldado de Graves tropieza con el auto, Zao toma su coche Jaguar y persigue a Bond ametrallando su escudo de camuflaje, ambos usan los gadgets de sus vehículos intentándose matar y Graves por su parte usaría a Ícaro para destruir el hotel de hielo con Jinx adentro. Bond se dirige al hotel para salvarla sin terminar antes su pelea con Zao, cuando este ya se proponía a eliminar a Bond, el agente recupera el camuflaje del auto y hace que se precipite a un lago de agua helada y para terminar con Zao hace que caiga un puntiagudo y pesado adorono de diamantes sobre el matándolo. Bond rescata a Jinx quien está con hipotermia y hace que recupere su conciencia.
Bond y Jinx son llevados a una base militar en límites con Corea del Norte justo cuando se preparaban para una batalla, en oposición del general Moon quien planea reunificar Corea por medios pacíficos. Falco y M envían a sus agentes a desmantelar el aparato militar de Graves estacionado en el norte, vanamente Falco y el general Chandler (Michael G. Wilson) intentan destruir a Ícaro. Bond y Jinx fracasan en matar de un tiro de Graves y a Frost y se infiltran en el avión Hercules de estos. Graves hace que lleven a su padre el general Moon quien difícilmente reconoce a su hijo, el cual pone en marcha sus planes; usar a Ícaro para destruir el mayor campo minado establecido en la zona desmilitarizada para proceder a una posterior invasión y con el que pretende desafiar a Occidente y reivindicar a Corea del Norte como potencia militar siendo así los planes conjuntos del fallecido Zao y Graves. El general Moon viendo la baja y sucia maniobra se propone a matar a su hijo, pero este lo mata primero. Bond observa la macabra escena e intenta matar a Graves, pero un soldado desvía el disparo a una de las ventanas del avión haciendo que Vlad y otros soldados caigan al vacío mientras que Jinx quien se había hecho con el control del avión intentó controlar la caída de este, pero esta es atrapada por Frost. Bond y Graves y Jinx y Frost se embarcan en una pelea a muerte mientras que el rayo de Ícaro destruye parcialmente el avión y también parte de la base militar al sur donde se encuentran M, Falco y Robinson. Jinx asesina a Frost clavándole una pequeña espada entre su pecho mientras que Graves usando su armadura y guante eléctrico intenta matar a Bond, Graves se propone a escapar, pero Bond lo mata electrocutándolo con su propia armadura con la cual también manejaba a Ícaro y es absorbido por la turbina del avión e Ícaro queda desactivado salvándose los superiores de ambos agentes. Jinx y Bond consiguen desmantelar los planes del villano y con dificultad escapan en un helicóptero con los diamantes.
Al día siguiente en el MI6 Moneypenny prueba las gafas de simulación de Q aun en su deseo de estar con Bond. Mientras en una pequeña casa coreana Bond y Jinx pasan un rato juntos con los diamantes.

## Reparto
- Pierce Brosnan como James Bond, un agente del MI6.
- Halle Berry como Giacinta 'Jinx' Johnson, una agente de la NSA. Al hablar de su personaje, Berry dijo que «es muy sexy, adelantada en la moda y toma riesgos de moda, y la amo por eso».[3]
- Toby Stephens como Gustav Graves, un empresario británico.
- Rosamund Pike como Miranda Frost, agente secreto del MI6 y agente doble.
- Rick Yune como Zao, un terrorista norcoreano, que anteriormente trabajó para Moon.
- Judi Dench como M, la jefa del MI6.
- Will Yun Lee como el coronel Moon, un militar del ejército norcoreano.
- Kenneth Tsang como el general Moon, padre del coronel Moon.
- John Cleese como Q, el armero del MI6.
- Colin Salmon como Charles Robinson, uno de los altos miembros del personal de M en el MI6.
- Ho Yi como el Sr. Chang, gerente del hotel y agente especial chino. En los primeros borradores del guion, era Wai Lin (Michelle Yeoh) quien ayudaba a Bond en Hong Kong, pero la idea fracasó y Chang fue creado para reemplazarla.[4]
- Rachel Grant como Fuentes Pacíficas del Deseo, una agente china que trabaja para el Sr. Chang, encubierta como masajista.
- Emilio Echevarría como Raoul, gerente de una fábrica de puros de La Habana y un agente durmiente británico.
- Samantha Bond como Miss Moneypenny, secretaria de M.
- Mijaíl Gorevói como Vladimir Popov, científico personal de Gustav Graves.
- Lawrence Makoare como el Sr. Kil, uno de los secuaces de Gustav Graves.
- Michael Madsen como Damian Falco, superior de Jinx en la NSA.
- Joaquín Martínez como trabajador de una fábrica de puros.
- Simón Andreu como Doctor Álvarez, médico que atiende a Jinx en el Hospital.

La cantante Madonna tuvo un cameo no acreditado en la película como Verity, una instructora de esgrima.

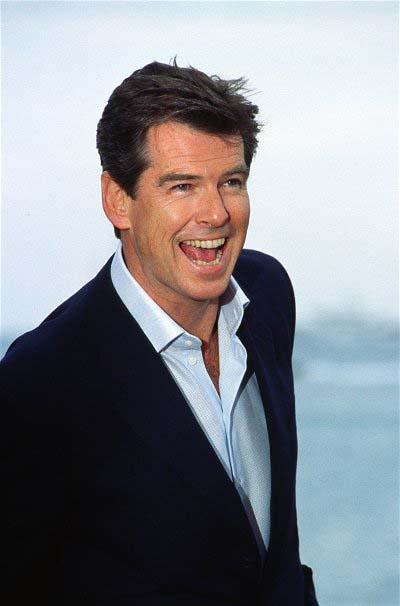
Pierce Brosnan
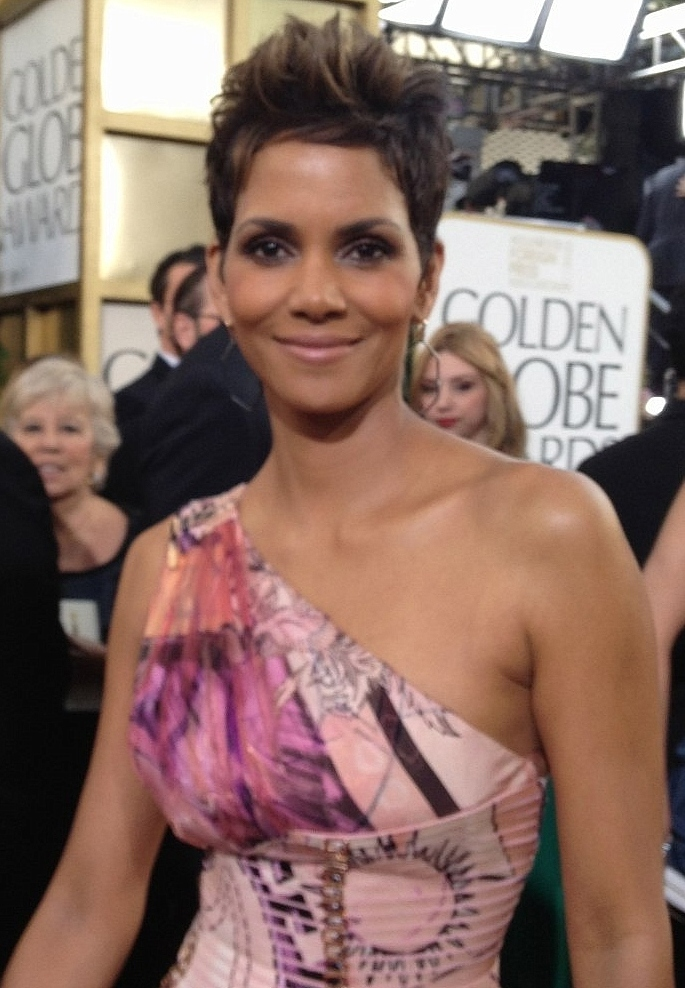
Halle Berry
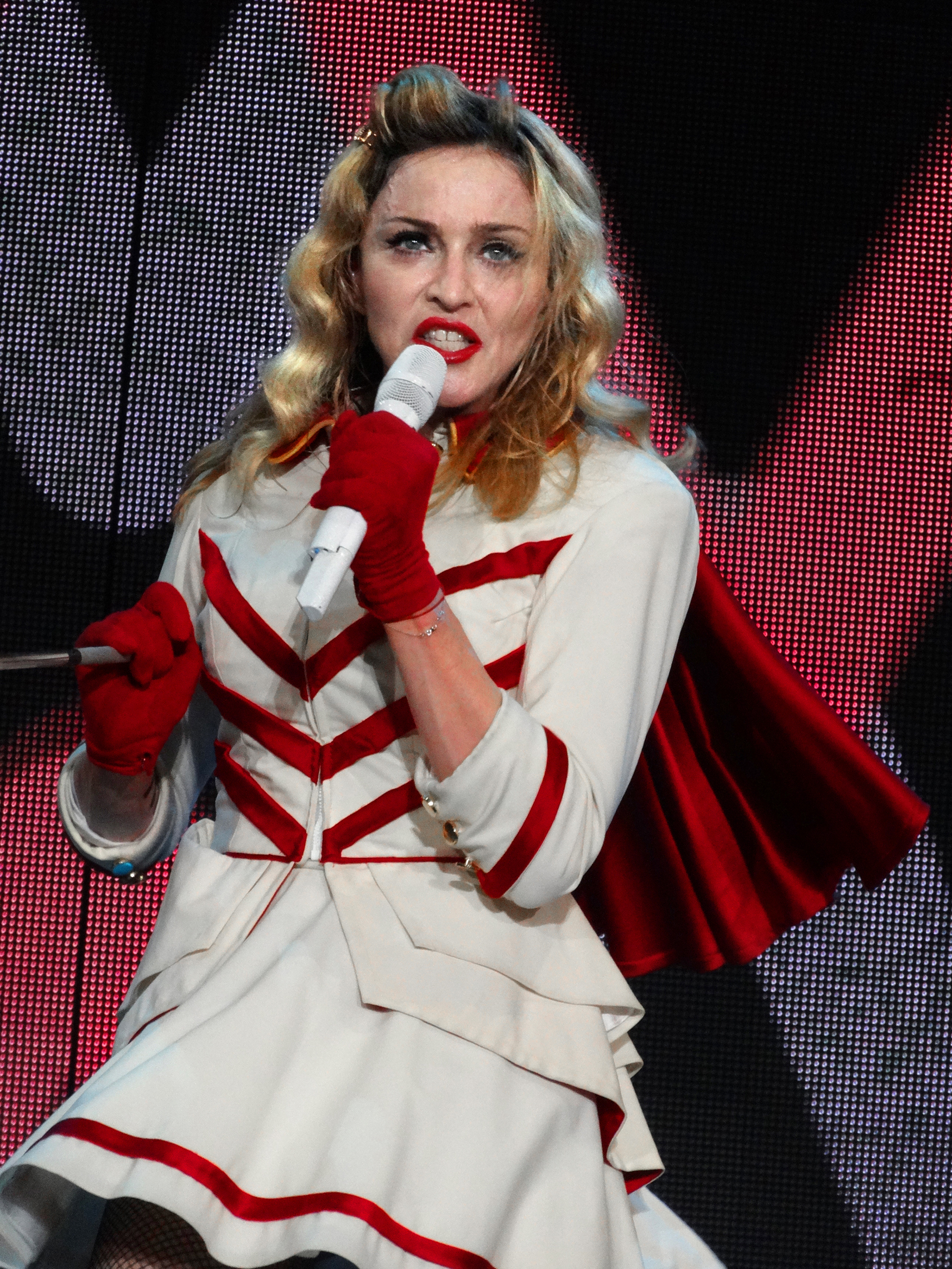
Madonna

## Producción

### Rodaje

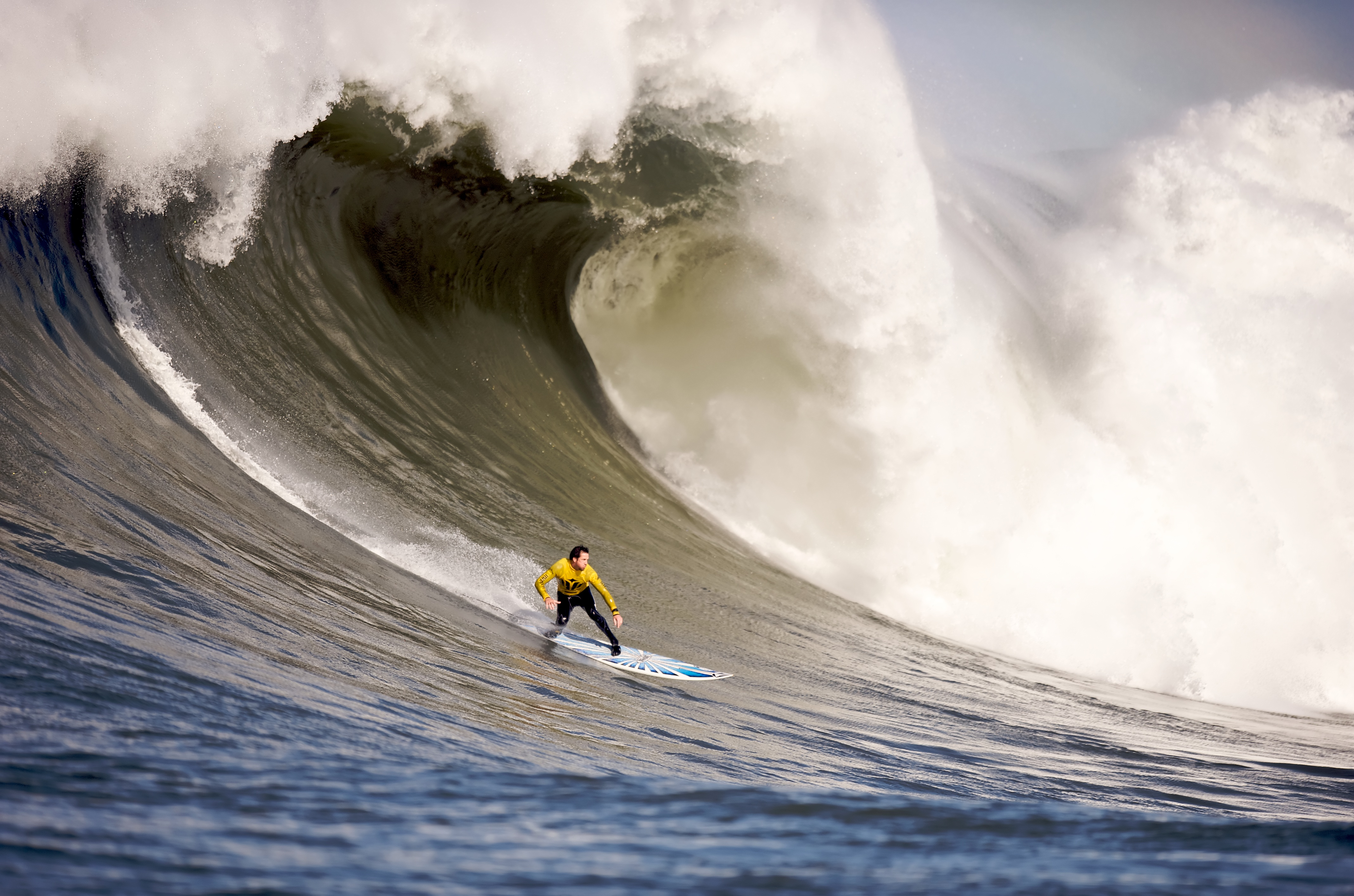
La secuencia de apertura (similar a la de la imagen) fue filmada con surfistas en Peʻahi, o Jaws, en la costa norte de Maui en diciembre de 2001.

Fotografía principal de Die Another Day comenzó el 11 de enero de 2002 en los Pinewood Studios. La película fue rodada principalmente en el Reino Unido, Islandia y Cádiz, España. Otras localizaciones incluyeron el 007 Stage de Pinewood Studios y Maui, Hawái, en diciembre de 2001. Laird Hamilton, Dave Kalama y Darrick Doerner realizaron la escena de surf en la secuencia precréditos en la ruptura de surf conocida como Jaws en Peʻahi, Maui, mientras que la costa fue filmada cerca de Cádiz y Newquay, Cornualles. Escenas dentro de la mina de diamantes de Graves también se rodaron en Cornualles, en el Proyecto Eden. Las escenas que implican las localidades cubanas de La Habana y la ficticia Isla Los Órganos fueron filmadas en La Caleta, España.
Las escenas mostrando a Berry en un bikini fueron rodadas en Cádiz. La ubicación era al parecer fría y ventosa, y ha habido imágenes de Berry envuelta en toallas gruesas entre toma y toma para evitar coger un resfriado. Berry fue herida durante el rodaje cuando los restos de una granada de humo volaron hacia su ojo. Los fragmentos fueron extraídos en una operación de 30 minutos.
Gadgets y otros equipos de apoyo de cada película Bond anterior almacenados en los archivos de Eon Productions aparecen en el almacén de Q en el metro de Londres. Ejemplos incluyen el jetpack en Operación Trueno y el zapato con punta de veneno de Rosa Klebb en Desde Rusia con amor. Q menciona que el reloj que expide a Bond es «tu número 20, creo», una referencia a Die Another Day siendo la película Bond número 20 producida por Eon. En Londres, el Reform Club fue usado para filmar varios lugares en la película, incluyendo el lobby en el Blades Club, la sede del MI6, el Palacio de Buckingham, Green Park y Westminster. Svalbard, Noruega y Jökulsárlón, Islandia fueron utilizados para la persecución en el hielo con escenas adicionales filmadas en el Parque nacional de Jostedalsbreen, Noruega y RAF Little Rissington, Gloucestershire; el Aeropuerto Manston en Ramsgate fue utilizado para las escenas que implican al avión de carga Antonov. La escena en la que Bond surfea la ola creada por Icarus cuando Graves intentaba matar a Bond fue filmada en pantalla azul. Las olas, junto con todos los glaciares en la escena son generados por computadora.

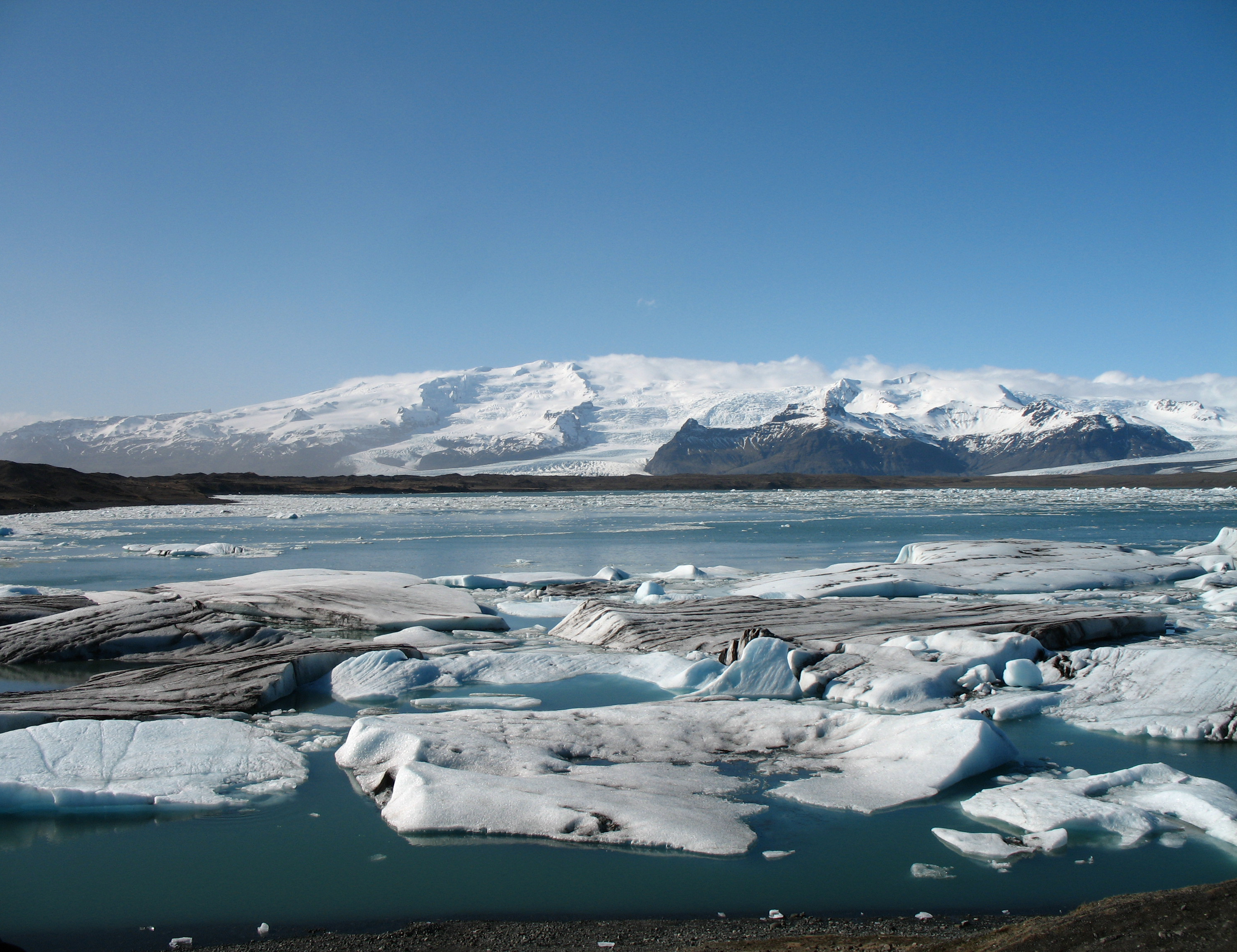
Jökulsárlón, Islandia

El interior del hangar de la «Base Aérea de los Estados Unidos en Corea del Sur», que se muestra lleno de helicópteros Chinook, fue filmado en RAF Odiham en Hampshire, Reino Unido, como fueron las tomas interiores del helicóptero durante la secuencia con el Switchblade. Estas últimas escenas, aunque retratadas en el aire, en realidad fueron filmadas completamente en el suelo con el fondo de cielo agregado en la posproducción, utilizando técnicas de pantalla azul. Aunque la base es retratada en la película como una base estadounidense, todas las aeronaves y personal en la escena son británicos en la vida real. En la película, los Switchblades (planeadores unipersonales que se asemejan a aviones de combate) son volados por Bond y Jinx para entrar furtivamente en Corea del Norte. El Switchblade se basó en un modelo viable, llamado «PHASST» (Programmable High Altitude Single Soldier Transport; «Transporte programable de alta altitud para un único soldado» en inglés). El diseñador jefe de Kinetic Aerospace Inc., Jack McCornack estuvo impresionado por la forma del director Lee Tamahori de llevar a cabo la escena con el Switchblade y comentó: «es breve, pero realista. Los buenos entran inadvertidos, gracias a un crucero rápido, buen planeo y señal del radar mínima. Es una maravillosa promoción para el PHASST».

## Música
La banda sonora fue compuesta por David Arnold y lanzada por Warner Bros. Records. Arnold hizo uso otra vez de elementos electrónicos en su partitura e incluye dos de los temas nuevos creados para The World Is Not Enough. La primera, originalmente utilizada como el tema de Renard, se oye durante la escena del Antonov y está escrita para piano. El segundo tema nuevo, utilizado en la pista de «Christmas in Turkey» de The World Is Not Enough, es reutilizado en la pista «Going Down Together».
La canción de Die Another Day fue coescrita y coproducida por Mirwais Ahmadzaï y realizada por Madonna, quien también tuvo un cameo en la película como Verity, una instructora de esgrima. Esta es la primera secuencia de créditos Bond que refleja directamente la trama de la película desde Dr. No; todas las otras secuencia de créditos anteriores son piezas independientes. El concepto de la secuencia de créditos es representar a Bond tratando de sobrevivir 14 meses de tortura a manos de Corea del Norte. Comentarios de la crítica sobre la canción fueron divididos —fue nominada para un Globo de Oro por Mejor Canción Original y al premio Grammy por Mejor Grabación Dance—, pero también por un premio Golden Raspberry por Peor Canción Original de 2002 (mientras que Madonna ganó el premio Golden Raspberry a la Peor Actriz de Reparto por su cameo). En una encuesta realizada por MORI para el programa de Channel 4 «James Bond's Greatest Hits», la canción fue votada 9 de 22 y también entró como una «abrumadora favorita número uno» entre los menores de 24 años.

## Mercadotecnia
MGM y Eon Productions otorgó a Mattel la licencia para vender una línea de muñecas Barbie en torno a la franquicia. Mattel anunció que las Barbies Bond estarían a su «mejor estilo», enfundadas en traje de gala y pañuelo rojo. Lindy Hemming creó el vestido, que se cortó en el muslo para revelar un teléfono en pierna de Barbie. La muñeca fue vendida en un set de regalo, con el novio de Barbie Ken posando como Bond en un esmoquin diseñado por la casa de modas italiana Brioni.
Revlon también colaboró con los creadores de Die Another Day para crear una línea de cosméticos basada en el personaje de Jinx. La edición limitada de colección 007 Colour fue lanzada el 7 de noviembre de 2002 para coincidir con el lanzamiento de la película. Los nombres de los productos estaban cargados con juegos de palabras e insinuaciones, con tonos y texturas que van desde el «caliente» al «fresco y helado».
Carrera, un fabricante de coches de slot, vendió un coche a escala de 1:45 basado en la película que incluía un Aston Martin Vanquish y un Jaguar XKR así como una pista. Corgi, un fabricante de automóviles de juguete británico, vendió réplicas a escala de 1:30 del Vanquish y Jaguar XKR.

## Lanzamiento y recepción
Die Another Day tuvo su estreno mundial el 18 de noviembre de 2002 en el Royal Albert Hall en Londres. La reina Isabel II y el príncipe Felipe fueron invitados de honor, por lo que es el segundo estreno de una película Bond en ser atendidos por la reina, el primero de ellos siendo Sólo se vive dos veces en 1967. El Royal Albert Hall tuvo un cambio de imagen para la proyección y fue transformado en un palacio de hielo. Las ganancias del estreno, por sobre £500 000, fueron donadas para el Cinema and Television Benevolent Fund, del cual la reina es benefactora. En el primer día, la venta de entradas alcanzó £1,2 millones. Die Another Day fue la película de James Bond más taquillera hasta el lanzamiento de Casino Royale. Ganó $432 millones en todo el mundo, convirtiéndose en la sexta película más taquillera de 2002.
Die Another Day se convirtió en un tema controvertido en Asia oriental. Al gobierno norcoreano no le gustó la representación de su estado como brutal y hambriento de guerra. Los surcoreanos boicotearon 145 salas de cine donde fue lanzado el 31 de diciembre de 2002, ya que se sintieron ofendidos por la escena en la que un oficial estadounidense emite órdenes al ejército surcoreano en la defensa de su patria y por una escena de amor junto a una estatua de Buda. La orden budista Jogye emitió una declaración de que la película era «una falta de respeto a nuestra religión y no refleja nuestros valores y ética». The Washington Post informó del resentimiento creciente en el país hacia los Estados Unidos. Un funcionario del Ministerio de Cultura, Deporte y Turismo de Corea dijo que Die Another Day era «la película equivocada en el momento equivocado».
La cantidad de publicidad por emplazamiento en la película fue un punto de la crítica, específicamente de varios medios de comunicación como la BBC, Time y Reuters que utilizan la expresión «Buy Another Day» («Comprar otro día»). Según los informes, 20 empresas, pagando $70 millones, obtuvieron que sus productos aparezcan en la película, un récord en la época, aunque USA Today divulgó ese número de ser tan alto como $100 millones. Por elección, el número de empresas involucradas en la publicidad por emplazamiento cayó a ocho para la próxima película de Bond, Casino Royale en 2006.
Rotten Tomatoes dio a Die Another Day un índice de audiencia de 57 %. Metacritic dio a la película una clasificación de 56/100. Michael Dequina de Film Threat elogió la película como la mejor de la serie en protagonizar a Pierce Brosnan y «la más satisfactoria entrega de la franquicia en la memoria reciente». Larry Carroll de Counting Down elogió a Lee Tamahori por haber «magníficamente equilibrado la película por lo que se mantiene fiel a la leyenda de Bond, haciendo referencia a las películas clásicas que lo precedieron, pero también inyecta un nuevo entusiasmo a todo». Entertainment Weekly también dio una reacción positiva, diciendo que Tamahori, «un verdadero cineasta», ha restablecido la sensualidad pop de la serie. Dana Stevens de The New York Times llamó a la película la mejor de la serie James Bond desde La espía que me amó. Kyle Bell de Movie Freaks 365 declaró en su comentario que la «primera mitad de Die Another Day es Bond clásico», pero que «las cosas empiezan a ir cuesta abajo cuando se introduce el palacio de hielo».
Sin embargo, Die Another Day fue criticada duramente por algunos críticos que sentían que la película confiaba demasiado en gadgets y efectos especiales, con el argumento siendo descuidado. James Berardinelli de Reelviews dijo: «Esto es un desastre de una película de acción – un intento soporífero por los cineastas para meter a James Bond en el molde descerebrado de xXx y tirar 40 años de historia del cine al retrete a favor de destellos brillantes y fuertes explosiones». De las secuencias de acción, dijo, «Die Another Day es un ejercicio de fuertes explosiones y efectos especiales terriblemente malos. El trabajo de CGI en esta película es de una orden de magnitud peor de lo que he visto en una película importante. Junto con el pésimo diseño de producción, Die Another Day parece que se hizo a un precio bajo». Gary Brown de Houston Community Newspapers también calificó que los puntos débiles de la película fueron «las secuencias de acción aparentemente sin parar y fuertes explosiones que parecen tomar protagonismo mientras el personaje de Bond es casi relegado a un segundo plano». Roger Moore comentó: «Creo que fue demasiado lejos – y eso es de mí, el primer Bond en el espacio! ¿Coches invisibles y secuencias de CGI de mala calidad? ¡Por favor!»

## Premios y nominaciones

### Golden Globe Awards
| Año  | Categoría                | Nominados | Resultado |
| ---- | ------------------------ | --- | --------- |
| 2003 | Best Song Motion Picture | Die Another Day Composer, Song: Madonna, Mirwais Ahmadzaï, Michel Colombier Lyrics, Song: Madonna, Mirwais Ahmadzaï Performer, Song: Madonna Cast: Pierce Brosnan, Halle Berry, Rosamund Pike, Judi Dench, John Cleese | Nominada  |

### Saturn Awards Academy of Science Fiction, Fantasy & Horror Films
| Año  | Categoría                           | Nominados                                     | Resultado |
| ---- | ----------------------------------- | --------------------------------------------- | --------- |
| 2003 | Best Action/Adventure/Thriller Film | Die Another Day (MGMUA)                       | Nominada  |
| 2003 | Best Actor                          | Pierce Brosnan                                | Nominado  |
| 2003 | Best Supporting Actor               | Toby Stephens                                 | Nominado  |
| 2003 | Best Supporting Actress             | Halle Berry                                   | Nominada  |
| 2013 | Best DVD/Colection                  | BOND 50 (THE COMPLETE 22 FILM COLLECTION) MGM | Nominada  |

#### taurus world stunt awards
| Año  | Categoría                                       | Nominados                                                                                 | Resultado |
| ---- | ----------------------------------------------- | ----------------------------------------------------------------------------------------- | --------- |
| 2003 | Best Fight                                      | Ben Bellman. Mark Mottram                                                                 | Nominados |
| 2003 | Best work with a vehicle                        | Ray de-Haan. George Cottle                                                                | Nominados |
| 2003 | Best work with a vehicle                        | Roy Alon. Jordi Casares. Stuark Clark. George Cottle. Ray de-Haan. Derek Lea. Vicent Want | Nominados |
| 2003 | Best speciality stunt                           | Darrick Doerner. Laird Hamilton. Dave Kalama                                              | Nominados |
| 2003 | Best overall stunt by a stunt woman             | Nikki Berwick. Jaime Blake. Amanda Foster                                                 | Ganadores |
| 2003 | Best stunt coordinator and/or 2nd unit director | G.A. Aguilar. Vic Armstrong                                                               | Nominados |

## Novelización
Die Another Day fue escrita en una novela por el entonces escritor oficial de James Bond, Raymond Benson, basado en el guion de Neal Purvis y Robert Wade. Reacción a la misma estuvo por encima de la media. Después de su publicación Benson se retiró como el novelista de James Bond oficial y una nueva serie con aventuras del agente secreto como un adolescente, Young Bond por Charlie Higson fue lanzada en 2005. Como la novela fue publicada después de la última novela de 007 original de Benson, The Man with the Red Tattoo, fue la última obra literaria con Bond como originalmente concebido por Ian Fleming hasta la publicación de Devil May Care por Sebastian Faulks en 2008 para conmemorar el centenario del nacimiento de Fleming.